# Rákoscsaba-Újtelep
Rákoscsaba-Újtelep est un quartier situé dans le 17e arrondissement de Budapest. 